# Trần Thị Sinh
Trần Thị Sinh (1917–1946), thường gọi là Chung, là nhà cách mạng Việt Nam, Bí thư Tỉnh ủy Phúc Yên trước Cách mạng Tháng Tám.

## Thân thế
Trần Thị Sinh sinh năm 1917 ở làng Nguyễn Cát, phủ Hoài Đức, tỉnh Hà Đông, nay thuộc phường Thượng Cát, quận Bắc Từ Liêm, thành phố Hà Nội.
Bà mồ côi cha khi mới 6 tuổi, phải đến nương tựa nhà cô ruột ở Hà Nội. Tại đây, bà được người cô nuôi ăn học. Sau một thời gian thì phải theo mẹ vào Nam sinh sống ở Sài Gòn, Sa Đéc.

## Cuộc đời
Năm 1936, bà bắt đầu tham gia các hoạt động yêu nước do Đảng Cộng sản Đông Dương phát động, gia nhập Đảng cùng năm. Trong thời gian này, bà được phần công làm người liên lạc cho các lãnh đạo Trung ương Đảng và Xứ ủy Nam Kỳ như Nguyễn Thị Minh Khai và Phạm Hữu Lầu.
Năm 1940, cuộc khởi nghĩa Nam Kỳ thất bại, bà bị thực dân Pháp bắt giữ. Dù không có đủ bằng chứng buộc tội nhưng bà vẫn bị giải về quê quán để quản thúc. Tại Thượng Cát, bà bắt được liên lạc với Xứ ủy Bắc Kỳ để tiếp tục hoạt động.
Năm 1941, Bí thư Xứ ủy Bắc Kỳ Hoàng Văn Thụ điều động Trần Thị Sinh về Liên khu Đ, phụ trách công tác binh vận của Xứ ủy, hoạt động ở địa bàn Việt Trì (Phú Thọ). Sau đó bà đến Vĩnh Yên, tham gia Ban Cán sự Đảng tỉnh Vĩnh Yên do Phạm Cao Quát làm Bí thư, trực tiếp phụ trách huyện Bình Xuyên và công tác phụ vận toàn khu Đ.
Tháng 11 năm 1941, Trần Thị Sinh bị thực dân Pháp bắt ở ấp Tam Lộng (Bình Xuyên). Năm 1942, bà nhận án chung thân và bị giam giữ ở nhà tù Hỏa Lò (Hà Nội). Trong tù, bà vẫn tiếp tục đấu tranh, tham gia Ban phụ trách chung (gồm Trần Thị Sinh, Trương Thị Mỹ, Nguyễn Thị Quang Thái, Hoàng Thị Ái, Nguyễn Thị Được, Nguyễn Thị Ban, Phạm Thị Hồng Vân) để lãnh đạo phong trào trong tù, được phân công vào Tiểu ban Công tác tư tưởng, bồi dưỡng chính trị cùng Nguyễn Thị Quang Thái, Phạm Thị Hồng Vân, Trương Thị Mỹ.
Tháng 3 năm 1945, sau sự kiện Nhật đảo chính Pháp, các tù chính trị ở nhà tù Hỏa Lò tổ chức cuộc vượt ngục quy mô lớn, bà cũng được giải thoát. Bí thư Thành ủy Hà Nội Nguyễn Khang cùng Trần Quốc Hoàn thay mặt Xứ ủy Bắc Kỳ điều bà về tỉnh Phúc Yên, thay Lê Thị Lịch làm Bí thư Ban cán sự Đảng của tỉnh.
Tháng 8 năm 1945, bà trực tiếp lãnh đạo Tổng khởi nghĩa ở tỉnh Phúc Yên, thành công thiết lập được chính quyền nhân dân. Trong thời gian tiếp theo, do gánh nặng công tác, cộng thêm di chứng của tù đày, sức khỏe của bà suy yếu dần, phải bàn giao lại công tác cho các đồng chí khác.
Ngày 4 tháng 3 năm 1946, bà qua đời ở thị xã Phúc Yên sau một cơn ốm nặng.

## Đánh giá
- Chị Chung (tức Sinh) là một nữ chiến sỹ cứu quốc, đã phấn đấu cho một nền độc lập Việt Nam. Trong 10 năm trường, chị đã quyên mình, quên nhà, lăn lộn trong dân chúng để vận động phong trào. (Báo Cứu Quốc, số ngày 8 tháng 3, 1946)[1]

## Vinh danh
Tên của bà được đặt cho một con đường ở thành phố Vĩnh Yên và thị xã Phúc Yên, tỉnh Vĩnh Phúc ngày nay.